# Athrotaxidoideae
Sous-famille
Les Athrotaxidoideae sont une sous-famille des Cupressacées (Cupressaceae), des plantes gymnospermes spermatophytes. Présente dans le registre fossile depuis la fin du Jurassique, elle ne comporte plus que deux (ou trois) espèces actuelles.

## Genres
Le genre fossile † Athrotaxites a été décrit par Unger en 1849, à partir d’un rameau provenant du Jurassique supérieur (espèce type:  † Athrotaxites lycopodioides).
Un autre genre fossile de Cupressaceae, † Athrotaxopsis, a été décrit par Fontaine en 1889, à partir de matériel issu de la formation de Potomac, U.S.A. (espèce type:  † Athrotaxopsis grandis). Unger et Fontaine avaient tous deux noté que leurs genres respectifs présentaient de fortes ressemblances et étaient apparentés au genre vivant tasmanien Athrotaxis. En 1983, les spécimens de Fontaine ont été réexaminés. Cette étude conclut que les différences entre † Athrotaxites et † Athrotaxopsis sont insuffisantes pour justifier la création de deux genres distincts. Les auteurs ont donc recommandé de ne pas maintenir cette distinction et ont suggéré que seul le genre † Athrotaxites (Unger) devait être appliqué.
D'après une étude datant de 2014, de nombreuses zones d'ombre subsistent concernant l'histoire évolutive d'Athrotaxites et de ses genres apparentés, ainsi que leur distribution géographique à travers les différentes époques.

### Athrotaxites
Les cinq espèces certaines d'Athrotaxites sont :
- † Athrotaxites lycopodioides, l'espèce type[2] (Jurassique supérieur, Allemagne) ;
- † Athrotaxites berryi Bell, 1956 (Crétacé inférieur, Canada, États-Unis, Chine, Russie) ;
- † Athrotaxites sutschanicus, mal conservée, fondée par Krassilov en 1967[5](Crétacé inférieur, Russie) ;
- † Athrotaxites orientalis Chen et Deng, 1990[6] (Crétacé inférieur, Chine) ;
- † Athrotaxites magnifolius Chen et Deng, 1990[6] (Crétacé inférieur, Chine) ;
- † Athrotaxites yumenensis (Aptien-Albien (Crétacé inférieur, Chine).

### Athrotaxopsis
Le genre † Athrotaxopsis comprenait initialement quatre espèces. Toutefois, deux d'entre elles, † Athrotaxopsis tenuicaulis et  † Athrotaxopsis pachyphylla, se sont révélées identiques à † Athrotaxopsis grandis (Crétacé inférieur, États-Unis) et sont aujourd’hui considérées comme ses synonymes.
La seule autre espèce reconnue dans ce genre par une étude datant de 2014, est † Athrotaxopsis expansa Berry, 1911 (Crétacé inférieur, États-Unis, Russie).

### Athrotaxis
Athrotaxis ne comprend que trois espèces actuelles: Athrotaxis cupressoides (en) Don, Athrotaxis selaginoides Don et Athrotaxis laxifolia Hooker (considérée comme un hybride des deux premières). Bien que le genre soit actuellement limité à la Tasmanie, des fossiles ont été découverts dans l'Est de l'Australie continentale, en Nouvelle-Zélande, en Amérique du Sud et peut-être même en Amérique du Nord (de nombreux chercheurs ont suggéré, depuis les années 1960, que tous les enregistrements d'Athrotaxis dans l'hémisphère nord doivent être réexaminés ou sont incorrects).
Le plus ancien représentant connu du genre, † Athrotaxis ungeri Halle, 1913 est connu à partir du Crétacé inférieur d'Argentine († A. ungeri est aussi connu au Crétacé inférieur de l'île Alexandre-Ier en Antarctique (Albien supérieur) ainci qu'Athrotaxis cf. ungeri du Crétacé inférieur de Puddledock en Amérique du Nord). Les espèces fossiles connues sont :
- † Athrotaxis novae-zeelandiae Florin, 1940 (Crétacé supérieur, Nouvelle-Zélande) ;
- † Athrotaxis tasmanica Townrow 1965 (Éocène inférieur, Tasmanie et Queensland) ;
- † Athrotaxis rhomboidea Hill et al., 1993 (Oligocène inférieur au Miocène précoce, Tasmanie) ;
- † Athrotaxis mesibovii Hill et al., 1993 (Oligocène inférieur au Miocène précoce, Tasmanie).

Bose (1955) a décrit † Athrotaxis australis et † Athrotaxis sellingii du Crétacé supérieur (Cénomanien) du Queensland central mais selon McLoughlin et al. (1995), ces deux espèces ainsi que † Austrosequoia (en) wintonensis (décrite par Peters et Christophel (1978)) sont probablement conspécifiques.

## Répartition et diversification
Une étude moléculaire menée en 2021 a révélé que les Athrotaxidoideae forment le groupe frère des Sequoioideae (en). Et ce, malgré le fait que les deux sous-familles présentent aujourd’hui des répartitions situées dans des hémisphères totalement opposés. L'étude indique que ces deux lignées auraient divergé au cours du Jurassique moyen à supérieur, ce qui est cohérent avec le registre fossile, le plus ancien représentant connu d'Athrotaxidoideae étant † Athrotaxites lycopodioides (calcaire de Solnhofen du Tithonien inférieur, une période du Jurassique supérieur, Allemagne).
La présence de la sous famille en Amérique du Nord n'est connue qu'à partir de l'Aptien (Crétacé inférieur) de l'Alberta, de la Colombie-Britannique (Canada) et du Montana (États-Unis) avec notamment † Athrotaxites berryi.
Après le Crétacé inférieur, aucun fossile réellement fiable appartenant à la sous-famille n’a été retrouvé dans l'hémisphère nord. Au Crétacé supérieur, le seul enregistrement est † Athrotaxis novae-zeelandiae (Nouvelle-Zélande). Les enregistrements cénozoïques proviennent presque tous d'Australie, et y sont limités à la Tasmanie, où Athrotaxis croît encore de nos jours.